# Përmet
Përmet (albanska določna oblika Përmeti) je mesto in občina v pokrajini Gjirokastër v jugovzhodni Albaniji.

## Geografija
Përmet leži ob reki Vjosi. Za mestom se vzpenja 2050-metrska gora Mali i Dhëmbelit, ki je del gorske verige Trebeshinë–Dhëmbel–Nemërçkë.
Sredi mesta se nahaja prostostoječa skala, ki se je verjetno odkrušila med potresom z gore Dhëmbel.

## Ime
Po legendi naj bi mesto dobilo ime po srednjeveškem vladarju pokrajine Premtu. Aromunsko ime za mesto je Părmeti, grško Πρεμετή/Premeti in turško Permedi.

## Znamenitosti
Përmet nosi nadimek "mesto vrtnic".
"Mestna skala" (Guri i Qytetit), ki stoji v središču mesta, velja za simbol Përmeta. Medtem ko je v preteklosti imela strateško vlogo, je danes med domačini vrh skale priljubljena točka za oddih.
Nedaleč od mesta se nahajajo termalni izviri Bënjë. Z žveplom bogata voda, ki ima vse leto enako temperaturo, se zbira v skupini bazenov, ki imajo po nekaterih navedbah različne zdravilne lastnosti. Nad vrelci stoji dobro ohranjen kamnit otomanski most.
Prav tako Përmet slovi po svoji kulinariki, med drugim po proizvodnji vina, žganih pijač, džema in kompotov. Jed, značilna za kraj, je gliko, kompot iz celih sadežev, običajno iz nedozorelih orehov.

## Galerija
- Pogled na mestno skalo in mošejo
- Most Ura e Kadiut in termalni izviri